# Paul Bocuse
Paul Bocuse  (Collonges-au-Mont-d'Or, Auvernia-Ródano-Alpes; 11 de febrero de 1926 - Ibidem; 20 de enero de 2018) fue un chef francés, considerado el mejor chef del siglo XX y uno de los principales cocineros de la historia fundador e impulsor de la nouvelle cuisine. A partir de 1959 hizo famoso mundialmente el antiguo restaurante familiar. Con tres estrellas de la Guía Michelin (1961, 1962 y 1965), el local renovado, L'Auberge Paul Bocuse, se caracteriza por ofrecer una cocina natural en combinación con la dietética. Es uno de los primeros de su profesión que han sido distinguidos con la Legión de Honor (1975). Entre sus libros destaca La cuisine du marché (1976).

## Biografía

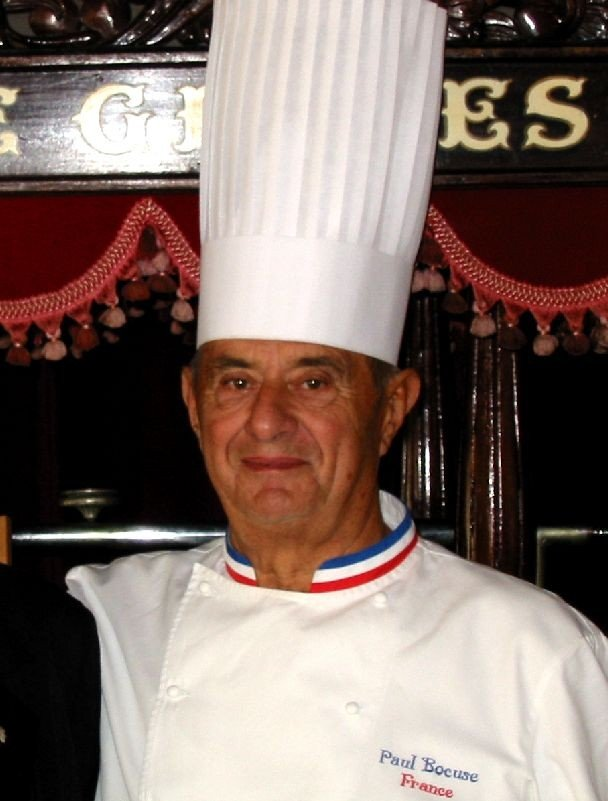
Paul Bocuse.

Nace el 11 de febrero de 1926 en Collonges-au-Mont-d'Or, a diez kilómetros al norte de Lyon, en la región de Ródano-Alpes, hijo de Georges e Irma Bocuse, una estirpe de cocineros con solera desde el siglo xvii.
En 1942, a los 16 años, entra como aprendiz con Claude Maret, en el Restaurant de la Soierie de Lyon, donde aprende los misterios del abasto y el mercado negro, necesarios durante la Segunda Guerra Mundial.
En 1944, a los 18 años, se enroló voluntariamente en la Resistencia del general Charles de Gaulle. Se incorporó a la 1.ª Brigada Libre. Herido en Alsacia, se sumó a los estadounidenses, participando en el desfile de la Victoria de París en 1945.
A su vuelta a Lyon continúa su aprendizaje con Eugénie Brazier —3 estrellas Michelín en 1933, célebre cocinera lyonesa—, con quien, además de cocinar, trabaja de jardinero, ganadero y haciendo labores de mantenimiento.
Trabajó después en Lucas Carton, un prestigioso restaurante en la plaza de la Madeleine, en el distrito octavo de París, con el chef Gaston Richard, con quien forja una sólida amistad con sus compañeros los hermanos Jean y Pierre Troisgros.
En los años 1950 los tres amigos formaron equipo en el prestigioso restaurante La Pyramide de Vienne, cerca de Lyon, donde aprendieron los refinamientos culinarios de los chefs Fernand Point y Paul Mercier gracias a la generosidad de este último, un personaje fuera de lo común.
En 1961 Paul Bocuse es elegido mejor cocinero de Francia y obtiene su primera Estrella Michelín.
En 1962 reforma el restaurante familiar, obteniendo la segunda estrella Michelín.

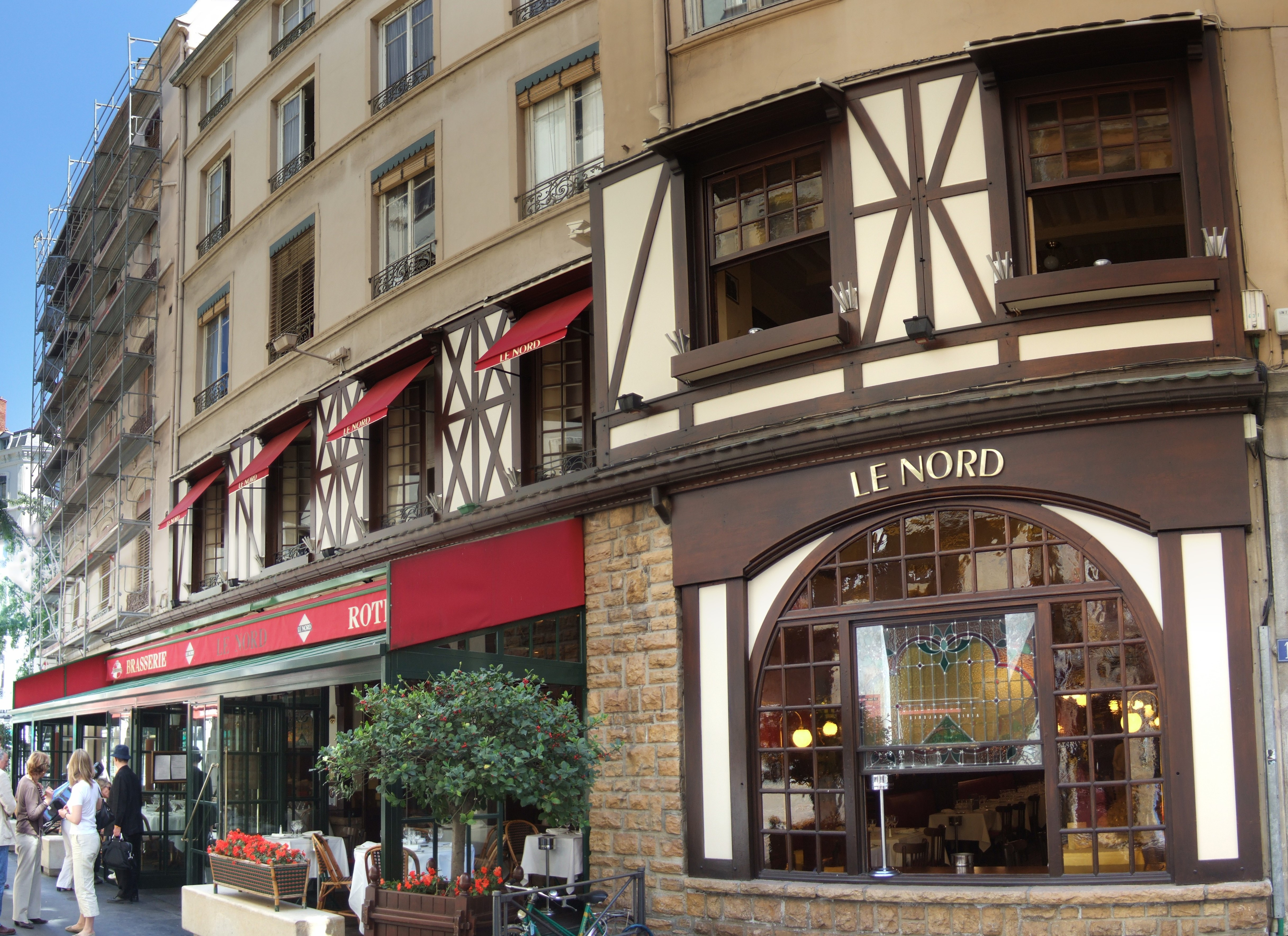
El restaurante le Nord.

En 1965 recibe su tercera estrella Michelín. Pero deberá renunciar al nombre de Bocuse, pues, en 1921, su abuelo paterno había vendido una tienda con el nombre, por lo que no podía usar el nombre "Bocuse" en su local, por lo que renuncia al apellido y rebautiza el local bajo el nombre de "Paul Bocuse".
En 1975 es galardonado con la Legión de Honor de manos del entonces presidente Valéry Giscard d'Estaign en el Elíseo. Para la ocasión creó su hoy célebre «Sopa de trufas Valéry Giscard d'Estaign».
En 1987 creó el concurso culinario mundial Bocuse d'Or.
En 1989 Gault-Millau lo nombró «Cocinero del siglo». Es considerado también el «Papa de la Cocina».
En 1995 la escultura de Daniel Druet convirtió a Paul Bocuse en el primer chef que entró en el museo Grévin de París.
El 30 de marzo de 2010 Paul Bocuse es nombrado Chef del Siglo por el Culinary Institute of America, la escuela de cocina más importante de los Estados Unidos.

## Restaurantes

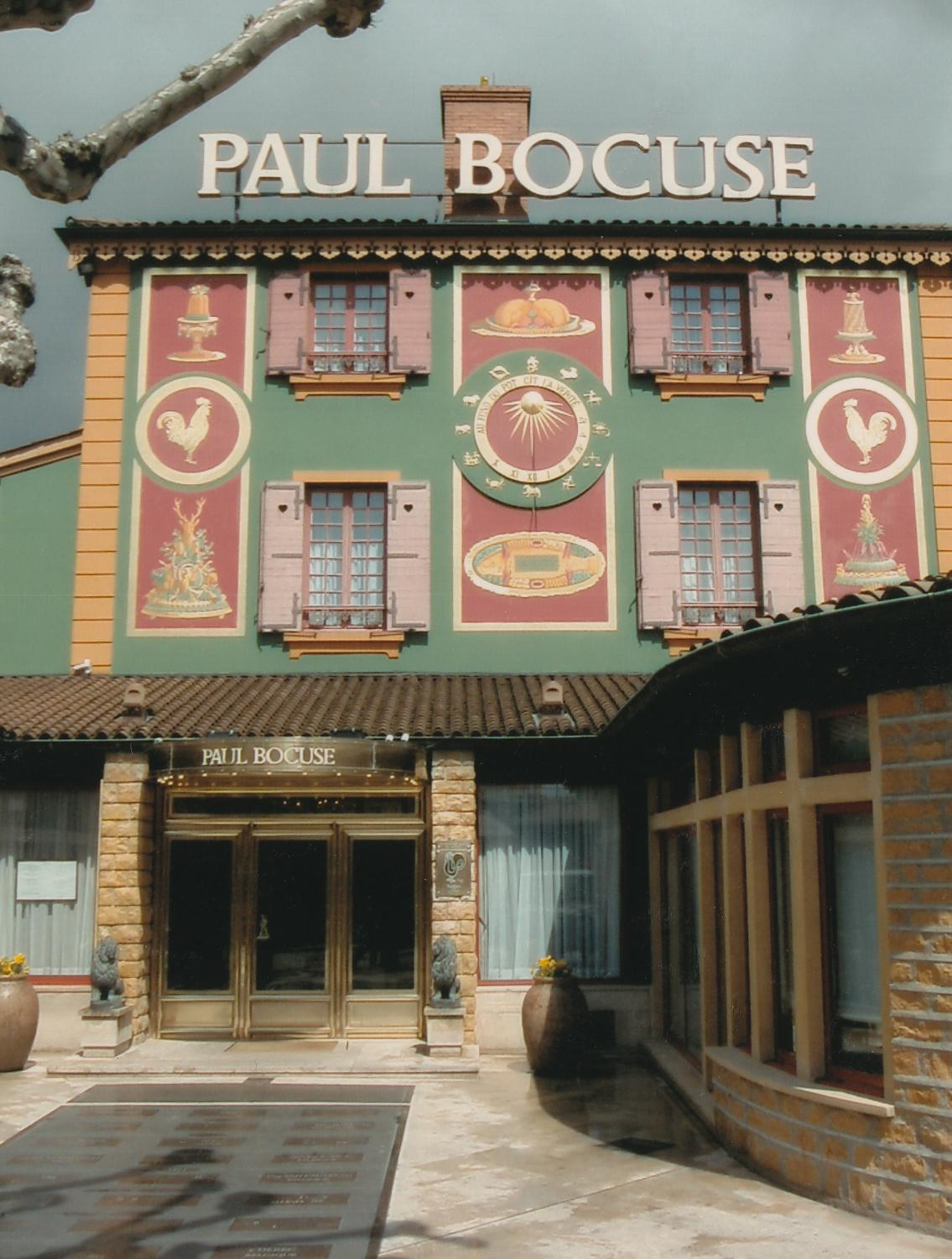
Restaurante L'Auberge du Pont de Collonges

El principal restaurante de Paul Bocuse es el lujoso L'Auberge du Pont de Collonges, cerca de Lyon, que durante décadas ha servido menús tradicionales. L'Auberge du Pont de Collonges posee 2 estrellas Michelin luego de perder una estrella en la guía Michelin de 2020. 
También opera una cadena de braserías en Lyon, Le Nord, L'Est, Le Sud y L'Ouest, cada una de las cuales está especializada en distintos aspectos de la cocina francesa.
Hay otro restaurante Bocuse en el pabellón francés de Epcot en Disney World, dirigido por su hijo.

## Contribución a la cocina francesa
Bocuse ha tenido numerosos estudiantes, muchos de los cuales llegaron a ser famosos chefs. Uno de sus estudiantes fue Eckart Witzigmann, el primer chef alemán en recibir las dieciséis estrellas Michelín.
Desde 1987, se ha considerado el Bocuse de Oro el premio más prestigioso para chefs de todo el mundo, y en ocasiones ha sido visto como el campeonato mundial no oficial de chefs.
Gran papel en el movimiento que se originó en Francia llamado el nouvelle cuisine.